# Morti nel 1633
| Questa pagina contiene informazioni ricavate automaticamente dalle voci biografiche con l'ausilio del template Bio e di un bot. L'aggiornamento è periodico e automatico e ricostruisce completamente la pagina. Se manca una persona in questa lista, sei pregato di non aggiungerla, ma accertati piuttosto che la sua voce biografica contenga il template Bio e che i dati anagrafici siano correttamente compilati. Se il template Bio manca, inseriscilo tu stesso o, in alternativa, metti l'avviso {{tmp\|Bio}} che ne segnala la mancanza. Se i dati riportati sono sbagliati, correggi direttamente la voce biografica; le modifiche saranno visibili in questa lista entro pochi giorni. Per chiarimenti vedi il progetto biografie. La lista contiene solo le 87 persone che sono citate nell'enciclopedia e per le quali è stato implementato correttamente il template Bio. Pagina aggiornata al 10 apr 2025. |

## Gennaio(2)
- 4 gennaio - Vittoria Colonna de Cabrera, nobile italiana (n. 1558)
- 20 gennaio - Elizabeth Stanley, nobildonna e scrittrice inglese (n. 1588)

## Febbraio(3)
- 9 febbraio - Catherine Henriette de Balzac d'Entragues, nobile francese (n. 1579)
- 17 febbraio - Domenico Basile, scrittore e poeta italiana (n. 1596)
- 24 febbraio - Walter Butler, XI conte di Ormond, nobile irlandese (n. 1569)

## Marzo(7)
- 1º marzo - George Herbert, poeta e oratore inglese (n. 1593)
- 3 marzo - Magnus Brahe, politico svedese (n. 1564)
- 5 marzo - Satake Yoshinobu, militare giapponese (n. 1570)
- 6 marzo - Giovanni Pietro de Pomis, pittore, medaglista e architetto italiano (n. 1565)
- 9 marzo - Domenico Marin, teologo italiano
- 15 marzo - Giovanni Antonio Scaramuccia, pittore italiano (n. 1570)
- 27 marzo - Peeter Cornet, compositore e organista fiammingo

## Aprile(6)
- 4 aprile - Girolamo Carafa, militare e politico italiano (n. 1564)
- 4 aprile - Pieter Lastman, pittore, incisore e miniaturista olandese (n. 1583)
- 9 aprile - Flaminia Colonna, nobildonna italiana
- 21 aprile - Scipione Dentice, compositore italiano (n. 1560)
- 24 aprile - Sigrid di Svezia, principessa svedese (n. 1566)
- 28 aprile - Johann Fugger il Vecchio, banchiere, mercante e nobile tedesco (n. 1583)

## Maggio(6)
- 7 maggio - Bartolommeo Salvestrini, pittore italiano (n. 1599)
- 10 maggio - Sanson Napollon, diplomatico francese (n. 1583)
- 11 maggio - Caterina di Clèves, nobile francese (n. 1548)
- 18 maggio - Terazawa Hirotaka, militare giapponese (n. 1563)
- 23 maggio - Giovanni Matteo Cariofilo, arcivescovo cattolico, traduttore e umanista greco (n. 1565)
- 25 maggio - Attilio Amalteo, arcivescovo cattolico e diplomatico italiano (n. 1545)

## Giugno(2)
- 11 giugno - Johannes Crell, teologo tedesco (n. 1590)
- 14 giugno - Cristiano di Schleswig-Holstein-Sonderburg-Ærø, nobile danese (n. 1570)

## Luglio(4)
- 2 luglio - Trijntje Keever, olandese (n. 1616)
- 5 luglio - Margherita d'Asburgo, nobile (n. 1567)
- 8 luglio - Giovanni II di Merode, generale tedesco
- 16 luglio - Giovanni Casimiro di Sassonia-Coburgo, duca (n. 1564)

## Agosto(13)
- 1º agosto - Daniel Tilenus, religioso e teologo tedesco (n. 1563)
- 4 agosto - Antonio Bellavia, presbitero e missionario italiano (n. 1592)
- 5 agosto - George Abbot, arcivescovo anglicano inglese (n. 1562)
- 7 agosto - Fernando Álvarez de Toledo, scrittore e militare spagnolo (n. 1550)
- 11 agosto - Jacopo Peri, compositore, organista e tenore italiano (n. 1561)
- 12 agosto - Ulrico di Danimarca, principe danese (n. 1611)
- 14 agosto - Domenico Ibáñez de Erquicia, presbitero spagnolo (n. 1589)
- 14 agosto - Francesco Shoyemon, religioso giapponese
- 16 agosto - Tabarin, attore teatrale francese (n. 1584)
- 17 agosto - Giacomo Kyuhei Gorobioye Tomonaga, religioso giapponese (n. 1582)
- 18 agosto - Maeda Toshimasa, militare giapponese (n. 1578)
- 21 agosto - Innocenzo Massimo, vescovo cattolico e diplomatico italiano (n. 1581)
- 30 agosto - Maddalena di Jülich-Kleve-Berg, principessa (n. 1553)

## Settembre(3)
- 5 settembre - Giovanni Taddeo di Sant'Eliseo, vescovo cattolico spagnolo (n. 1574)
- 8 settembre - Carlo Carafa, presbitero italiano (n. 1561)
- 12 settembre - Ludovico Settala, medico e traduttore italiano (n. 1550)

## Ottobre(6)
- 1º ottobre - Filarete, monaco cristiano russo
- 2 ottobre - Scipione Caffarelli-Borghese, cardinale, arcivescovo cattolico e collezionista d'arte italiano (n. 1577)
- 21 ottobre - Giuliano Nakaura, presbitero giapponese (n. 1568)
- 22 ottobre - Giovanni Matteo Adami, gesuita e missionario italiano (n. 1576)
- 24 ottobre - Jean Titelouze, organista, compositore e poeta francese (n. 1562)
- 26 ottobre - Horio Tadaharu, militare giapponese (n. 1596)

## Novembre(7)
- 3 novembre - Lucio Massari, pittore italiano (n. 1569)
- 7 novembre - Cornelius Drebbel, inventore e alchimista olandese (n. 1572)
- 8 novembre - Cristiano di Brunswick-Lüneburg, principe (n. 1566)
- 8 novembre - Xu Guangqi, funzionario, matematico e agronomo cinese (n. 1562)
- 14 novembre - William Ames, teologo e predicatore inglese (n. 1576)
- 15 novembre - Johann Lussi, politico e condottiero svizzero
- 20 novembre - Walter Scott, I conte di Buccleuch, nobile scozzese (n. 1606)

## Dicembre(7)
- 1º dicembre - Isabella Clara Eugenia d'Asburgo, spagnola (n. 1566)
- 10 dicembre - Gaultier-Garguille, attore teatrale francese
- 18 dicembre - Theodoor Galle, incisore, disegnatore e illustratore fiammingo (n. 1571)
- 26 dicembre - Jakob Bartsch, astronomo tedesco
- 27 dicembre - Medoro Angelino, pittore italiano (n. 1567)
- 28 dicembre - Maria Maddalena de' Medici, nobildonna italiana (n. 1600)
- 29 dicembre - Cornelis van Wieringen, pittore, disegnatore e incisore olandese

## Senza giorno specificato(21)
- Fernando Afán de Ribera y Enríquez, Jr., poeta spagnolo (n. 1614)
- Christof Angermair, scultore tedesco (n. 1580)
- Pietro Arcudio, teologo greco (n. 1562)
- Lorenzo Azzolini, vescovo cattolico italiano (n. 1583)
- Alessandro Bardelli, pittore italiano (n. 1583)
- Boetius à Bolswert, incisore olandese
- Jean Boucher, pittore francese
- Robert Browne, teologo britannico (n. 1550)
- Étienne Brûlé, esploratore francese (n. 1592)
- Scipione Cerreto, teorico musicale, compositore e liutista italiano (n. 1551)
- Francis Godwin, vescovo anglicano e storico inglese (n. 1562)
- Jean Le Clerc, pittore e incisore francese (n. 1587)
- Niccolò III Malatesta, condottiero italiano (n. 1591)
- Mom Keo, sovrano laotiano
- Anthony Munday, drammaturgo e poeta inglese (n. 1553)
- Alessandro Orologio, musicista e compositore italiano (n. 1555)
- Marino Torre, ammiraglio italiano (n. 1583)
- Virginia Eriksdotter, nobile svedese (n. 1559)
- Adriaen Veen, cartografo olandese (n. 1572)
- Juan de Pablo Bonet, pedagogo spagnolo (n. 1573)
- Jan de Wael, pittore fiammingo (n. 1558)